# Tapio Korjus

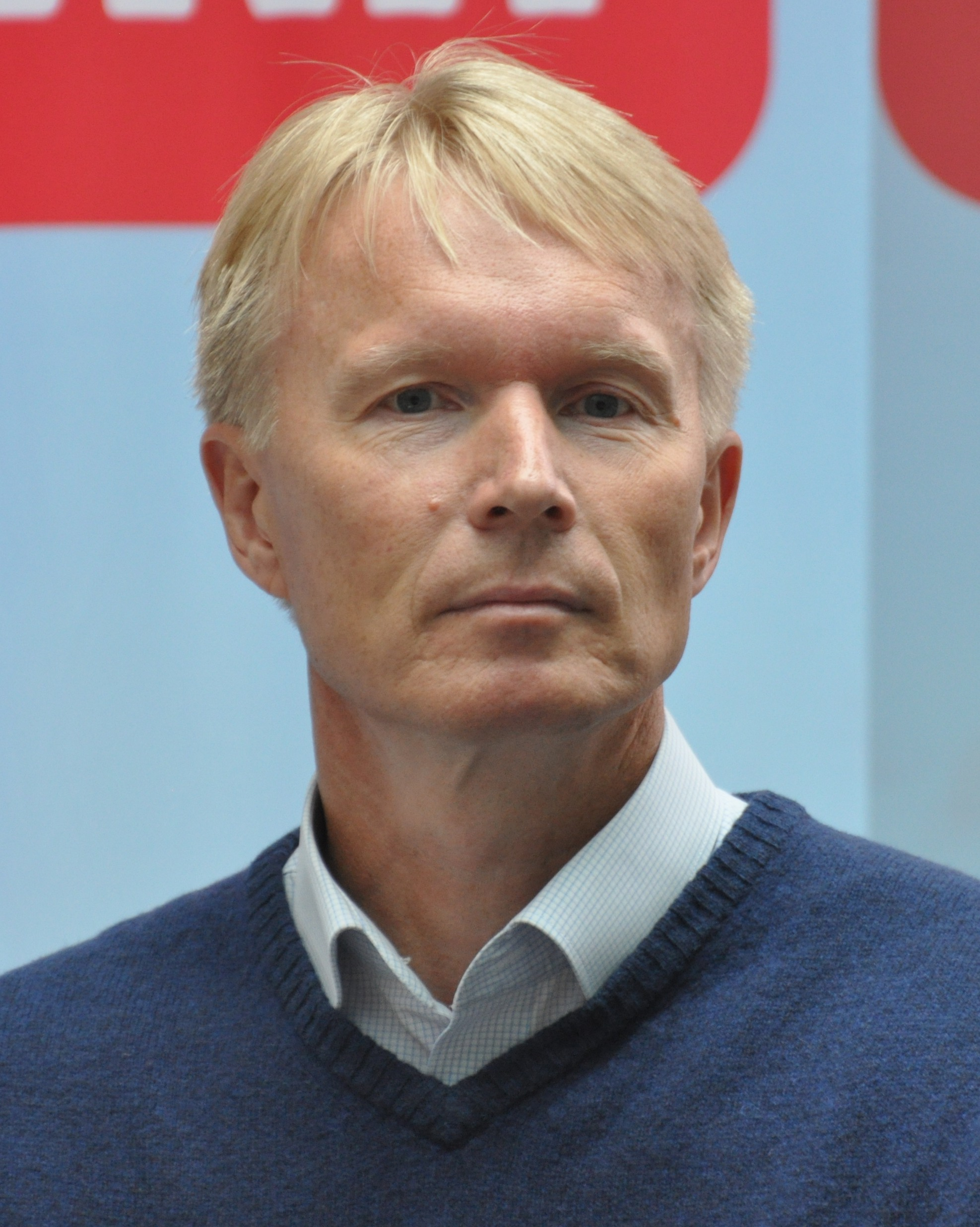
Tapio Korjus (2013)

Seppo Tapio Aleksanteri Korjus (* 10. Februar 1961 in Vehkalahti) ist ein ehemaliger finnischer Speerwerfer.
Bei den Olympischen Spielen 1988 in Seoul gewann der finnische Meister der Jahre 1987 und 1988 mit 84,28 m die olympische Goldmedaille vor Jan Železný und Seppo Räty. Vor den Spielen hatte sich bereits abgezeichnet, dass Korjus in blendender Form war, als er zweimal den finnischen Landesrekord verbessern konnte, zuletzt auf 86,50 m. 
Tapio Korjus, der mit einer Größe von 1,96 m und einem Wettkampfgewicht von 105 kg ideale Voraussetzungen zum Speerwurf hatte, erreichte nie wieder die Klasse des Jahres 1988.